# 小行星4688
小行星4688（英語：4688）是一颗围绕太阳公转的小行星。1980年11月29日，查爾斯·科瓦爾在帕洛马山发现了此天体。
这颗小行星的绝对星等为213.5274476598913等。